# 列別季內 (薩哈共和國)
列别季内（羅馬化：Lebedinyy）是俄罗斯萨哈共和国的市级镇，属阿尔丹区，在区行政中心阿尔丹东南方向、共和国首府雅库茨克西南方向。
该地2021年人口有918人；2010年人口1,058；2002年人口1,254；1989年人口2,345。